# Yma – zu schön, um wahr zu sein
Yma – zu schön, um wahr zu sein war eine Revue, die von September 2010 bis Juli 2012 im Friedrichstadt-Palast in Berlin zu sehen war und ist die Nachfolge-Show von Qi.
Yma, eine fiktive Bühnenfigur, führte in der Show durch besondere Momente ihres Lebens. Sie war eine schöne und unkonventionelle Frau, die dem Publikum ihre Welt der Verführung humorvoll präsentierte. Die Figur wurde jeweils von einem männlichen Darsteller verkörpert.
In den zwei Jahren Laufzeit haben über 692.000 Gäste die Show besucht, was ein Plus von 30 % gegenüber der erfolgreichen Vorgängerrevue Qi darstellt.

## Produktion
Yma war bis 2012 die teuerste Produktion des Hauses und wurde, wie schon die Vorgängershow Qi, vom Intendanten Berndt Schmidt produziert.
Die über 500 Kostüme für die Show wurden vom Show Couture Designer Michael Michalsky entworfen.
Yma feierte am 2. September 2010 Weltpremiere und nach rund zwei Jahren Laufzeit, wobei sie kurzzeitig durch die Wintershow berlin Erleuchtet unterbrochen wurde, am 21. Juli 2012 die Dernière.
Nach Yma war von Oktober 2012 bis Juli 2014 die Nachfolgerevue Show me zu sehen.